# Llindar d'emmascarament global
Es parteix del fenomen d'emmascarament del so per definir el concepte de llindar d'emmascarament global. Aquest fenomen es regeix per lleis físiques del sistema auditiu humà, el qual produeix dificultats per escoltar amb nitidesa un senyal d'àudio si juntament amb aquest hi ha un altre senyal d'àudio més fort o un soroll.
A l'hora d'analitzar aquest fenomen cal posar atenció en el concepte de bandes crítiques, és a dir, s'ha d'estudiar per bandes de freqüències, donat que és com funciona el sistema auditiu humà i, al mateix temps, facilitarà el càlcul permetent treballar únicament en el camp de l'emmascarament freqüencial, el qual és el més interessant de cara a les tecnologies de processament i tractament d'àudio.
El fet que es produeixin emmascaraments d'un so, es pot interpretar com informació sonora redundant per al sistema auditiu, per la qual cosa resulta interessant poder-la detectar i eliminar per minimitzar el cost en bits durant el procés de codificació.

## Càlcul
Per poder calcular el llindar d'emmascarament global, primer s'ha de calcular els llindars d'emmascarament individuals, els quals són aquells on cada component tonal o no-tonal genera sobre el senyal d'àudio. Cal dir que prèviament al càlcul dels emmascarants individuals, es realitza un procés conegut com a disminució de la quantitat de components emmascarants "decimation of maskers", la qual cosa consisteix a escollir únicament les components tonals i no-tonals que realment emmascaren el so, refusant així la resta que poden ser menyspreades.
Partint dels llindars individuals combinats amb el llindar absolut (o de silenci), el qual es defineix com la intensitat de so més dèbil que es pot percebre quan no hi ha més sons presents, es pot arribar a calcular el llindar d'emmascarament global sobre tota la banda audible.
A manera de càlcul, a continuació es mostra com es calculen els emmascaraments individuals: 
LTtm[z(j),z(i)] = Xtm[z(j)]+ avtm[z(j)]+ vf [z(j),z(i)]
LTnm[z(j),z(i)] = Xnm[z(j)]+ avnm[z(j)]+ vf [z(j),z(i)]
I finalment com s'obté el llindar d'emmascarament global: 
El còmput d'aquest paràmetre permetrà calcular la relació senyal a màscara (SMR) i, per tant, continuar amb el procés de codificació del senyal.